# چن یانگ (ژیمناست)
چن یانگ (ژیمناست) (به انگلیسی: Chen Yang (gymnast)) ژیمناست زادهٔ ۲۶ دسامبر ۱۹۸۷ میلادی اهل کشور چین است.